# Top Dawg Entertainment
Top Dawg Entertainment, скорочено TDE — американський лейбл звукозапису, заснований 2004 року.
Засновником лейблу став тридцятирічний Ентоні «Top Dawg» Тіффіт з Лос-Анджелесу. Як зізнавався Тіффіт, у 1990-ті роки він був шахраєм, проте розумів, що йому потрібна надійна професія. Його дядьком був продюсер Майк Консепшн, який 1990 року разом із Dr. Dre випустив відому пісню «We're All in the Same Gang», тому Тіффіт хотів піти його шляхом.
1997 року Тіффіт побудував звукозаписувальну студію у себе вдома в місті Карсон, штат Каліфорнія, але не знав, як саме її використовувати. Спочатку він хотів продюсувати ритм-енд-блюзових виконавців, проте пізніше вирішив, що працювати з хіп-хоп-артистами буде вигідніше. Один з друзів Тіффіта порекомендував йому звернути увагу на молодого репера Джей Рока, який жив неподалік, в лос-анджелеському районі Воттс. Саме Джей Рок 2004 року став першим виконавцем лейблу Top Dawg Entertainment. Другим підписанням лейблу став Кендрік Ламар, якого познайомив з Тіффітом його менеджер Девід Фрі. До 2006 року до лейбла приєдналося ще два музиканти — Schoolboy Q та Ab-Soul. Саме ця четвірка, яку охрестили «Black Hippy» і стала основою для подальшого розвитку Top Dawg Entertainment.
2007 року Ентоні Тіффіт підписав контракт з Warner Records, проте згодом зрозумів, що його підопічним не будуть приділяти стільки уваги, як потрібно, і невдовзі домовленість було скасовано. Після цього Тіффіт відмовився від намагання укласти угоду з великими лейблами якнайшвидше, і замість цього зосередився на повільному розвитку власних артистів своїми зусиллями. На початку 2010 років стало зрозуміло, що обрана стратегія дає непогані результати. Головною зіркою лейблу став Кендрік Ламар, який спочатку видав декілька мікстейпів та інді-альбомів, а з 2012 по 2017 роки випустив на лейблах Interscope-Aftermath-TDE платівки good kid, m.A.A.d city, To Pimp a Butterfly та DAMN., які стали вважатися одними з найкращих хіп-хоп-альбомів 2010-х років. Інші виконавці лейбла також підписали контракти з більшими компаніями: Schoolboy Q з Interscope, Джей Рок — з Strange Music, і лише Ab-Soul залишився на TDE.
Подальші підписання Top Dawg Entertainment також врешті решт отримували вигідні пропозиції від лейблів Capitol, RCA та Caroline. Найбільшими зірками «пост-Black Hippy ери» були американський репер Ісая Рашад з Теннессі, та співачка SZA з Нью-Джерсі. Зокрема, платівка SZA 2017 року Ctrl була продана накладом понад 2 млн, що стало найкращим результатом лейблу, за винятком альбомів Кендріка Ламара. Сам Ламар врешті решт залишив TDA та 2020 року заснував власну компанію pgLang.